# Кладница
Кладница је насеље у Србији у општини Сјеница у Златиборском округу. Према попису из 2022. било је 334 становника (према попису из 1991. било је 439 становника).
Село Кладница као месни центар налази се на 20km од Сјенице, на путном правцу Сјеница—Ивањица, на надморској висини у центру села од 1052 метра. Гледано географски то је северно од Сјенице на тромеђи општина Сјеница, Ивањица и Нова Варош. Непосредно испод школе протиче Ријека Кладница која извире испод планине Јавор.
Рељеф је планински са највишом тачком Гобељића Крш са 1445 м.н.в. сам назив Кладница потиче од ријечи Кладници. Подручје је пашњачко шумског карактера где се истиче шумски комплекс Огријевац. Клима је субпланинска на прелазу из континенталне у планинску. Зиме су дуге хладне и снеговите и обично трају од 6-8 месеци када се температуре спуштају И до 30 степени. Просечна температуре у току године је 8,5 степени.
Основна школа покрива шире подручје од месне заједнице Кладница и то село Лепојевиће, општина Нова Варош и заселак Радевићи општина Ивањица. Укупна површина сеоског подручја је 1002 km².

## Демографија
У насељу Кладница живи 284 пунолетна становника, а просечна старост становништва износи 39,2 година (37,9 код мушкараца и 40,6 код жена). У насељу има 104 домаћинства, а просечан број чланова по домаћинству је 3,48.
Ово насеље је великим делом насељено Бошњацима (према попису из 2002. године), а у последња три пописа, примећен је пад у броју становника.
|  |

| Демографија | Демографија | Демографија |
| Година      | Становника  | Становника  |
| ----------- | ----------- | ----------- |
| 1948.       | 645         |             |
| 1953.       | 742         |             |
| 1961.       | 693         |             |
| 1971.       | 638         |             |
| 1981.       | 630         |             |
| 1991.       | 439         | 439         |
| 2002.       | 362         | 377         |

| Етнички састав према попису из 2002.‍ | Етнички састав према попису из 2002.‍ | Етнички састав према попису из 2002.‍ | Етнички састав према попису из 2002.‍ | Етнички састав према попису из 2002.‍ |
| ------------------------------------ | ------------------------------------ | ------------------------------------ | ------------------------------------ | ------------------------------------ |
|                                      |                                      |                                      |                                      |                                      |
| Бошњаци                              | Бошњаци                              |                                      | 357                                  | 98,61%                               |
| Муслимани                            | Муслимани                            |                                      | 3                                    | 0,82%                                |
| Црногорци                            | Црногорци                            |                                      | 2                                    | 0,55%                                |
| непознато                            | непознато                            |                                      | 0                                    | 0,0%                                 |

| Година пописа     | 1948. | 1953. | 1961. | 1971. | 1981. | 1991. | 2002. |
| ----------------- | ----- | ----- | ----- | ----- | ----- | ----- | ----- |
| Број домаћинстава | 105   | 117   | 115   | 112   | 108   | 104   | 104   |

| Број чланова      | 1  | 2  | 3 | 4  | 5  | 6  | 7 | 8 | 9 | 10 и више | Просек |
| ----------------- | -- | -- | - | -- | -- | -- | - | - | - | --------- | ------ |
| Број домаћинстава | 28 | 14 | 9 | 17 | 15 | 13 | 6 | 2 | 0 | 0         | 3,48   |

| Пол    | Укупно | Неожењен/Неудата | Ожењен/Удата | Удовац/Удовица | Разведен/Разведена | Непознато |
| ------ | ------ | ---------------- | ------------ | -------------- | ------------------ | --------- |
| Мушки  | 155    | 66               | 75           | 12             | 2                  | 0         |
| Женски | 148    | 40               | 71           | 34             | 2                  | 1         |
| УКУПНО | 303    | 106              | 146          | 46             | 4                  | 1         |

| Пол    | Укупно                    | Пољопривреда, лов и шумарство | Рибарство                            | Вађење руде и камена | Прерађивачка индустрија       |
| ------ | ------------------------- | ----------------------------- | ------------------------------------ | -------------------- | ----------------------------- |
| Мушки  | 123                       | 105                           | 0                                    | 0                    | 1                             |
| Женски | 111                       | 104                           | 0                                    | 0                    | 1                             |
| УКУПНО | 234                       | 209                           | 0                                    | 0                    | 2                             |
| Пол    | Производња и снабдевање   | Грађевинарство                | Трговина                             | Хотели и ресторани   | Саобраћај, складиштење и везе |
| Мушки  | 0                         | 0                             | 1                                    | 0                    | 1                             |
| Женски | 0                         | 0                             | 0                                    | 0                    | 0                             |
| УКУПНО | 0                         | 0                             | 1                                    | 0                    | 1                             |
| Пол    | Финансијско посредовање   | Некретнине                    | Државна управа и одбрана             | Образовање           | Здравствени и социјални рад   |
| Мушки  | 0                         | 0                             | 1                                    | 8                    | 0                             |
| Женски | 0                         | 0                             | 0                                    | 3                    | 1                             |
| УКУПНО | 0                         | 0                             | 1                                    | 11                   | 1                             |
| Пол    | Остале услужне активности | Приватна домаћинства          | Екстериторијалне организације и тела | Непознато            | Непознато                     |
| Мушки  | 0                         | 0                             | 0                                    | 6                    | 6                             |
| Женски | 0                         | 0                             | 0                                    | 2                    | 2                             |
| УКУПНО | 0                         | 0                             | 0                                    | 8                    | 8                             |